# 酚

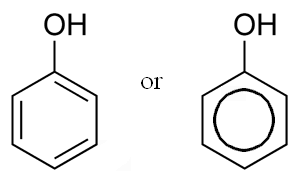
苯酚-最简单的酚类化合物

苯酚的共振结构式

在有机化学中，酚（phenols）或酚类、酚类化合物，是一类通式为ArOH，结构为芳烃环上的氢被羟基（—OH）取代的一类芳香族化合物。酚类化合物中最简单的酚为苯酚（C
6H
5OH，亦稱石炭酸）。
虽然结构与醇类似，但酚的性质相对独特而与醇不属同类化合物，这主要因为酚羟基连接于不饱和碳原子上。由于酚类的芳香环紧密的与羟基氧原子结合，而相对使羟基的氧原子与氢原子之间的化学键不是那么牢固，因此酚比起醇类化合物具有更强的酸性。酚上的羟基酸性通常间于脂肪醇与羧酸之间（它们的pKa通常在10-12之间）。
当酚类化合物的羟基失去一个质子（H+），就会形成相应的负离子形态的酚负离子或称为芳基氧负离子，而相应形成的盐称为酚盐或芳基氧盐。
酚化合物还允许一个芳香环上连接两个或数个羟基，其中最简单的是苯二酚，它的结构是两个羟基连接在一个苯环上。一些酚类化合物具有杀菌效果，可制成消毒剂。另外一些具有雌激素作用或内分泌干扰素的活性。

## 分类
- 依分子中羟基数分为一元酚、二元酚及多元酚；
- 羟基在萘环上的称为萘酚，在蒽环上称为蒽酚。

## 特性

### 酸性
- 与普通的醇不同，由于受到芳香环的影响，酚上的羟基（酚羟基）有弱酸性，酸性比醇羟基强。主要原因取自於非定域化(共振態)的存在,導致醇類與它的pKa值有段落差。
  - 如苯酚（C6H5OH）自身在水中的电离:

- 酚可与强碱生成酚盐，如苯酚钠。反應機理為:

1：酚先去質子化（目的是為了與外在系統呈現酸鹼平衡）；氫氧化鈉的OH形成帶一個負電荷的原子團（解離）
2：氫氧化鈉與酚進行複分解反應，合成苯酚鈉和水。
而若要還原苯酚鈉成苯酚，則通入CO2入上述溶液中，會形成碳酸氫鈉和苯酚，再經過分離處理，則可得到較高純度的苯酚。

### 易被氧化
- 在空气中无色的晶体酚易被氧化为红色或粉红色的醌。

### 配合物
- 酚在溶液中与三氯化铁可形成配合物，并呈现蓝色、紫色或绿色，借此可以鉴定酚。[1]

- 塑料工業常用 C15H16O2 (4,4'-dihydroxy-2,2-diphenylpropane) ，中文名為雙酚A、也稱為酚甲烷、二酚基丙烷或 2.2雙對酚甲烷。

## 酚的反应
酚可通过许多途径发生化学反应：
- 发生酯化反应以及相应酚醚的合成。
- 由于羟基被活化基团，酚可以发生芳香亲电取代反应，如合成杯芳烃。[2]
- 在Bucherer咔唑合成中，萘酚与肼在亚硫酸氢钠条件下发生反应。
- 氧化裂解反应，如1,2-二羟基苯在氧气，氯气和吡啶的条件下裂解为2,4-己二烯二酸单甲酯。[3]
- Teuber反应，即氧化去芳构化形成醌的反应中，氧化剂为Fremy盐和[4]过一硫酸氢钾复合盐。[5] 下图的反应中，3,4,5-三甲基苯酚与单线态氧反应可生成对-过氧喹诺酮，单线态氧由过一硫酸氢钾复合盐/碳酸钠在乙腈/水溶液中反应生成。该过氧化物与硫代硫酸钠发生还原反应得到喹诺林。

- 在Elbs过硫酸盐氧化反应中，苯酚被氧化为苯二酚。
- 苯酚负离子（酚失去质子形成）可成为金属正离子的配体。

## 酚类化合物的制备
下列为酚类化合物在实验室中的制备方法：
- 通过酯发生弗赖斯重排反应反应制备；
- 通过苯胲发生班贝尔格尔重排反应反应制备；
- 通过酚酯或酚醚的水解反应制备；
- 通过醌的还原反应制备；
- 在布赫雷尔反应中，通过硫氢化钠试剂，将芳香胺的氨基置换为羟基制备；
- 通过重氮盐的水解反应制备；
- 通过甲醛的寡聚反应后，在碱的催化下与环氧氯丙烷反应制备；
- 酚一般可由芳烃磺化后经碱熔融制得；
- 酚也可由卤代芳烃与碱在高温高压催化下反应制得；
- 在二烯酮苯酚重排反应中，通过二烯酮发生重排反应制备。[6][7]

- 通过氧化芳香硅烷制备，即Fleming–Tamao氧化反应；[8]
- 通过苯与丙烯在H
3PO
4中加成，得到的异丙苯与O
2和H
2SO
4加成得到酚（Hock法）。

## 酚类化合物
| 名称                                      | 说明                                                               |
| ----------------------------------------- | ------------------------------------------------------------------ |
| 苯酚                                      | 母体化合物，常用于消毒剂以及化学合成                               |
| 双酚A                                     | 可从酮和苯酚/甲基酚化合物合成双酚A及其他的双酚化合物               |
| BHT                                       | （二丁基羟基甲苯）：一种脂溶性的抗氧化剂和食品添加剂               |
| 辣椒素                                    | 红辣椒当中的具有辛辣味的化合物                                     |
| 甲酚                                      | 被发现存在于煤焦油和矿物杂酚油                                     |
| 雌二醇                                    | 雌性激素：一种激素                                                 |
| 丁香油酚                                  | 丁香精油中的主要成分                                               |
| 没食子酸                                  | 被发现存在于癭                                                     |
| 愈创木酚                                  | （2-甲基苯酚），具有烟熏气味，被发现存在于烘烤咖啡，威士忌和烟雾中 |
| 壬基酚                                    | 存在于清洁剂和壬苯聚醇-9                                           |
| 邻苯基酚                                  | 一种抗真菌剂用于柑橘属                                             |
| 苦味酸                                    | （三硝基苯酚）一种炸药                                             |
| 酚酞                                      | pH指示剂                                                           |
| 多酚                                      | 比如：黄酮类类与丹宁酸类                                           |
| 异丙酚                                    | 一种麻醉剂                                                         |
| 覆盆子酮                                  | 一种含有浓重覆盆子味的化合物                                       |
| 血清素 / 多巴胺 / 肾上腺素 / 去甲肾上腺素 | 天然神经传导物质                                                   |
| 百里酚                                    | （2-异丙基-5-甲基苯酚），一种防腐剂，嗽口水中的配料                |
| 酪氨酸                                    | 一种氨基酸                                                         |
| 二甲苯酚                                  | -用于防腐剂                                                        |

### 药用化合物
| 大麻素类   | “大麻”中的活性成分                                                 |
| 己烯雌酚   | 一种合成的雌激素，具有对称二苯代乙烯结构                           |
| L-多巴     | 多巴胺的前药                                                       |
| 水楊酸甲酯 | 冬青树精油当中的主要成分                                           |
| 异丙酚     | 一种速效静脉注射用麻醉药                                           |
| 水杨酸     | 一种植物激素，可用于镇痛药，退烧药和抗炎药，同样还是阿司匹林的前体 |

### 工业生产
酚类化合物是工业中重要的原料或添加剂，可用于：
- 实验室工作
- 化学工业
- 化学工程
- 木材加工
- 塑料加工

### 用途
- 酚是重要的化工原料，可制造染料、药物、酚醛树脂、胶粘剂等。
- 苯酚及其类似物可制做杀菌防腐剂。
- 邻苯二酚、对苯二酚可作显影剂。

### 生物作用
- 自然界存在有2000多种酚类化合物，他们是植物生命活动的产物，在植物生长发育、免疫、抗真菌、光合作用、呼吸代谢等生命活动中起重要作用

## 污染
- 酚污染会给生态系统带来很大危害。

### 环境酚污染
- 环境酚污染主要来自焦化厂、煤气发生站、炼油、木材防腐、绝缘材料的制造、制药、造纸以及酚类化工厂的废水、废气
- 酚类化合物挥发到空间可使大气受污染，含酚的废水流入农田会使土壤受污染，流入地下则会造成地下水污染。

### 土壤酚污染
- 被酚污染的土壤会使农作物减产或枯死。

### 水体酚污染
- 水体酚污染会使水生生物受到抑制，繁殖下降、生长变慢，严重时导致死亡。

## 对人体的危害
- 酚侵入人体，会与细胞原浆中蛋白质结合形成不溶性蛋白，使细胞失去活性。
- 酚对神经系统、泌尿系统、消化系统均有毒害作用。
- 有些上述的物质与引起内分泌-紊乱相关。

另请参阅绿色和平关于消费品中有害化学成分的报告 （页面存档备份，存于）。

## 限度
- 中国大陸规定最高允许浓度：
  - 饮用水中挥发酚：0.002mg/L
  - 地面水中挥发酚：0.010mg/L
  - 渔业水体挥发酚：0.005,mg/L
  - 居住区大气一次测定值最高限：0.02mg/m3
  - 废水排放限度：0.5mg/L

## 外部連結
- Natural sources of phenols on www.britannica.com （页面存档备份，存于）

### 資料庫
- Phenol-Explorer (phenol-explorer.eu （页面存档备份，存于）), a database dedicated to phenolics found in food by Augustin Scalbert, INRA Clermont-Ferrand, Unité de Nutrition Humaine (Human food unit)
- Phenols （页面存档备份，存于） at ChEBI (Chemical Entities of Biological Interest)
- ChEMBLdb, a database of bioactive drug-like small molecules by the European Bioinformatics Institute
- Foodb, a database of compounds found in food